# Ernst Hasse (Politiker)
Traugott Ernst Friedrich Hasse (* 14. Februar 1846 in Leulitz bei Wurzen; † 12. Januar 1908 in Leipzig) war ein deutscher Hochschullehrer für Statistik und Kolonialpolitik und Politiker der Nationalliberalen Partei.

## Leben
Hasse, ein Sohn des Oberpfarrers Hermann Gustav Hasse (1811–1892), besuchte von 1860 bis 1866 die Fürstenschule St. Afra in Meißen, von wo aus er sich zwanzigjährig als Freiwilliger bei der sächsischen Armee zur Teilnahme am Deutschen Krieg meldete. Nach der Beurlaubung vom Militärdienst legte er 1867 sein Abitur an der Nikolaischule in Leipzig ab und studierte dort zunächst Theologie. Nach der Versetzung in die Reserve studierte er ab 1868 Nationalökonomie und Rechts- und Staatswissenschaften. 1870 war er Offizier im Deutsch-Französischen Krieg, wurde verwundet und war bis 1873 mit der Demobilisierung beschäftigt. 1874/75 setzte er sein Studium in Berlin in Statistik fort und verließ auf Antrag 1875 das Militär, wo er zuletzt als Regimentsadjutant gedient hatte. Er war Vorstand des Statistischen Amts der Stadt Leipzig, wo er 1878 promoviert wurde und sich 1885 habilitierte. 1886 wurde er außerordentlicher Professor und las Statistik und ab 1888 Kolonialpolitik. Er gehörte dem Vorstand der Deutschen Kolonialgesellschaft an und war von 1893 bis 1908 geschäftsführender Vorsitzender des Alldeutschen Verbandes. Von 1893 bis 1903 war er Mitglied des Reichstages als Abgeordneter der Nationalliberalen Partei.

## Politische Tätigkeit

### Kolonialpolitik
1878 gründete Hasse in Leipzig einen Zweigverein des Centralvereins für Handelsgeographie und Förderung deutscher Interessen im Auslande (ab 1890 Verein für Handelsgeographie und Kolonialpolitik), der sich 1896 der seit 1887 bestehenden Deutschen Kolonialgesellschaft anschloss. Im Auswärtigen Amt gehörte er in den 1890er Jahren dem als beratendes Organ des Auswärtigen Amts gebildeten Kolonialrat an und übte von dort Einfluss auf die deutsche Kolonialpolitik aus. Hasse forderte ein selbstständiges Reichskolonialamt, das 1907 eingerichtet wurde. Orientiert an Heinrich von Treitschke setzte er sich für völkisch-nationale und imperialistische Ziele ein. Dazu gehörte der Erwerb und Ausbau eines deutschen Kolonialreichs, territoriale Ausdehnung des Deutschen Reichs zur Führungsmacht in Europa, Flotten- und Heeresaufrüstung sowie Schutz und Förderung des Deutschtums im Ausland. Als Vorsitzender des Alldeutschen Verbandes rief er nach der Errichtung eines deutschen Weltstaates und sah für den deutschen Imperialismus einen „Anspruch auf ausschließliche Beherrschung des Weges von Hamburg nach Konstantinopel und der Mündung des Euphrat und Tigris.“ In dem betreffenden Artikel der Sächsischen Biografie wird er zusammenfassend so vorgestellt: „H. ist in seinen Bestrebungen, Deutschlands Stellung als Weltmacht notfalls auch mit militärischen Mitteln durchzusetzen und mit seinen programmatischen Schriften zweifellos in die Reihe der geistigen Wegbereiter des Nationalsozialismus einzuordnen.“

### Bevölkerungspolitik
Hasse setzte sich 1894 mit einer Gruppe von 32 Reichstagsabgeordneten für eine Änderung des Bundesgesetzes von 1870 zur Reichs- und Staatsangehörigkeit ein. Es ging dabei darum, den Verlust der deutschen Reichs- und Staatsangehörigkeit bei langem Auslandsaufenthalt rückgängig zu machen und gleichzeitig die Einbürgerung Fremder zu verhindern. Hasse begründete den Antrag, indem er auf die sich verändernde demographische Situation hinwies. Er belegte mit statistischem Material, wie Deutschland zum Einwanderungsland für Menschen vor allem slawischer und semitischer Herkunft aus dem Osten wurde, gleichzeitig aber die deutsche Auswanderungswelle nach Übersee anhielt. Hasse wollte zum Erhalt der „Homogenität“ des deutschen Volkes die Ausgewanderten zur Rückkehr und zur Renaturalisierung in Deutschland auffordern, während gleichzeitig der Zuzug Fremder unterbunden wurde. Ausgewanderte Deutsche sollten mit der im Einwanderungsland neuerworbenen Staatsangehörigkeit die deutsche als zweite behalten können. Damit sollte das Abstammungsprinzip das Geburtsortsprinzip bei der Frage nach der Staatsangehörigkeit überlagern. In der Reform des deutschen Staatsbürgerschaftsrechts von 1913 wurden vielen dieser Vorstellungen, die von Haase und anderen national-konservativen Politikern und Publizisten gefordert worden waren, verwirklicht.
Am ausführlichsten stellte Hasse seine Vorstellungen bezüglich der Ausdehnung Deutschlands wegen seines Überschusses an Volkskraft (Hasse) in und über Mitteleuropa hinaus in seinen drei Bänden Deutsche Politik (1905–1908) dar, die bei Julius Friedrich Lehmann in München erschienen. Bereits 1895 hatte Hasse in zweiter Auflage in dem Buch Großdeutschland und Mitteleuropa um das Jahr 1950 unter einem Pseudonym seine Vorstellungen von Grenzkolonisation in Anlehnung an Friedrich Ratzel entwickelt und geschrieben, dass das deutsche Volk mit Grenzkolonisation seine Grenzpfähle nach Osten und Südosten pflanzen werde, weil dort der Entwicklung des Deutschtums natürliche Grenzen nicht gesteckt seien. Gleichzeitig forderte er auch die Ausweisung der „nicht assimilierten Fremdkörper ‹...› namentlich wenn diese eindringenden Fremdkörper minderwertig sind oder minderwertig empfunden werden.“ Hierin sah er das Berechtigte am Antisemitismus. 1893 sprach er sich im Wahlkampf überdies für ein Verbot des rituellen Schächtens aus.

## Bedeutung Hasses für den kontinentalen Imperialismus
Hannah Arendt beschäftigt sich in ihrem Buch Elemente und Ursprünge totaler Herrschaft ausführlich mit den Beiträgen Ernst Hasses zur Theorie des kontinentalen Imperialismus. Die historische Forschung habe sich zu lange von den „außerordentlichen Erfolgen des überseeischen Imperialismus“ blenden lassen und den Programmen der Panbewegungen – Pangermanismus und Panslawismus – für kontinentale Expansion wenig Beachtung geschenkt. Das habe seine Gründe darin, dass der kontinentale Imperialismus, der „seine Kolonialländer auf dem Festland, in unmittelbarem Anschluss an sein Heimatgebiet“ suchte (Ernst Hasse, 1908), nur Fehlschläge zu melden gehabt habe. Stattdessen habe er etwas anderes erreicht, nämlich sehr viel direkter zum Untergang des herkömmlichen Nationalstaates beigetragen zu haben, als es „die überseeischen Abenteurer des englischen, belgischen, holländischen und französischen Imperialismus“ vermocht hätten. Ab Mitte der 1880er Jahre seien die Panbewegungen mit ihren Forderungen virulent geworden, weil die Völker Zentral- und Osteuropas von der Neuverteilung der Erde ausgeschlossen bleiben sollten. So habe Ernst Hasse in seiner Deutschen Politik hervorgehoben, dass die Völker Zentraleuropas „dasselbe Recht wie andere große Völker [hätten, sich] auszudehnen, und wenn man in Übersee diese Möglichkeit [ihnen] erschwerte, [blieben sie] gezwungen, sie in Europa zu betätigen“ (Ernst Hasse). Alldeutsche und Panslawisten seien sich darüber einig gewesen, dass „Festlandvölker“, die in „Festlandstaaten“ lebten, sich in Europa in die „Zwischenländer“, besiedelt von „unerheblichen Völkern“, teilen müssten. Hasse sei davon überzeugt gewesen, dass im kontinentalen Imperialismus die Konsequenzen überseeischer imperialistischer Methoden und Herrschaftsvorstellungen direkter fühlbar würden, indem nicht die „Eingeborenen“ fremder Erdteile, sondern „die unter uns lebenden Europäer fremden Stammes, also die Polen, Tschechen, Juden und Italiener usw., zu [der] Helotenstellung zu verurteilen“ seien (Ernst Hasse). Gelinge das nicht, seien Sklavenvölker nach Europa zu importieren unter der Voraussetzung, dass sich das „deutsche Herrenvolk“ aus den unterdrückten Rassen hervorhebe.
Nach Arendt war es „dem kontinentalen Imperialismus vorbehalten, die Rasseideologie unmittelbar in Politik umzusetzen“ und mit Ernst Hasse zu behaupten: „Deutschlands Zukunft liegt im Blute“.

## Nachlass
Ein Nachlassbestand mit Akten des Vereins für Handelsgeographie Leipzig und Korrespondenz Hasses befindet sich im Archiv für Geographie des Leibniz-Instituts für Länderkunde in Leipzig.

## Werke
- Geschichte der Leipziger Messen. Preisschriften gekrönt und herausgegeben von der Fürstlich Jablonowski’schen Gesellschaft zu Leipzig, Nr. 17 Der historisch-nationalökonomischen Section, Band 25, Verlag Hirzel, Leipzig 1885 (Digitalisat)
- Nachrichten über die Familie Hasse und einige verwandte Familien. Engelmann, Leipzig 1903. Digitalisat